# Skræddersyet
Skræddersyet (engelsk bespoke) er et term der oprindeligt blev brugt om jakkesæt og sko, der var blevet fremstillet 100% på kundens mål, ved at fremstillet et mønster baseret på kundens mål. Ordet er siden gået hen og dække mange andre ting, der ikke masseproduceres, men hvor kunden har indflydelse på f.eks. form, farve og materiale, og det bruges ofte som marketing.
Skræddersyet tøj adskiller sig fra målsyet tøj, ved at mønsteret bliver tegnet på baggrund af kundens mål, mens målsyet tøj, der bliver individuelt tilpasset fra et standard mønster på baggrund af et mindre antal mål hos kunden.
Skræddersyede sko bliver fremstillet over en læst, der er blevet lavet på baggrund af kundens mål på fødderne.